# معركة حصن بودابست
معركة حصن بوداپست  هي معركة قام الجيش المصري بالهجوم على حصن بوداپست، جزء من خط بارليف أثناء حرب أكتوبر. وهو أول هجوم في عصر يوم 6 أكتوبر مع بدء عملية بدر. وانتهى الهجوم بالفشل في اقتحام الحصن أو السيطرة عليه.

## تفاصيل المعركة

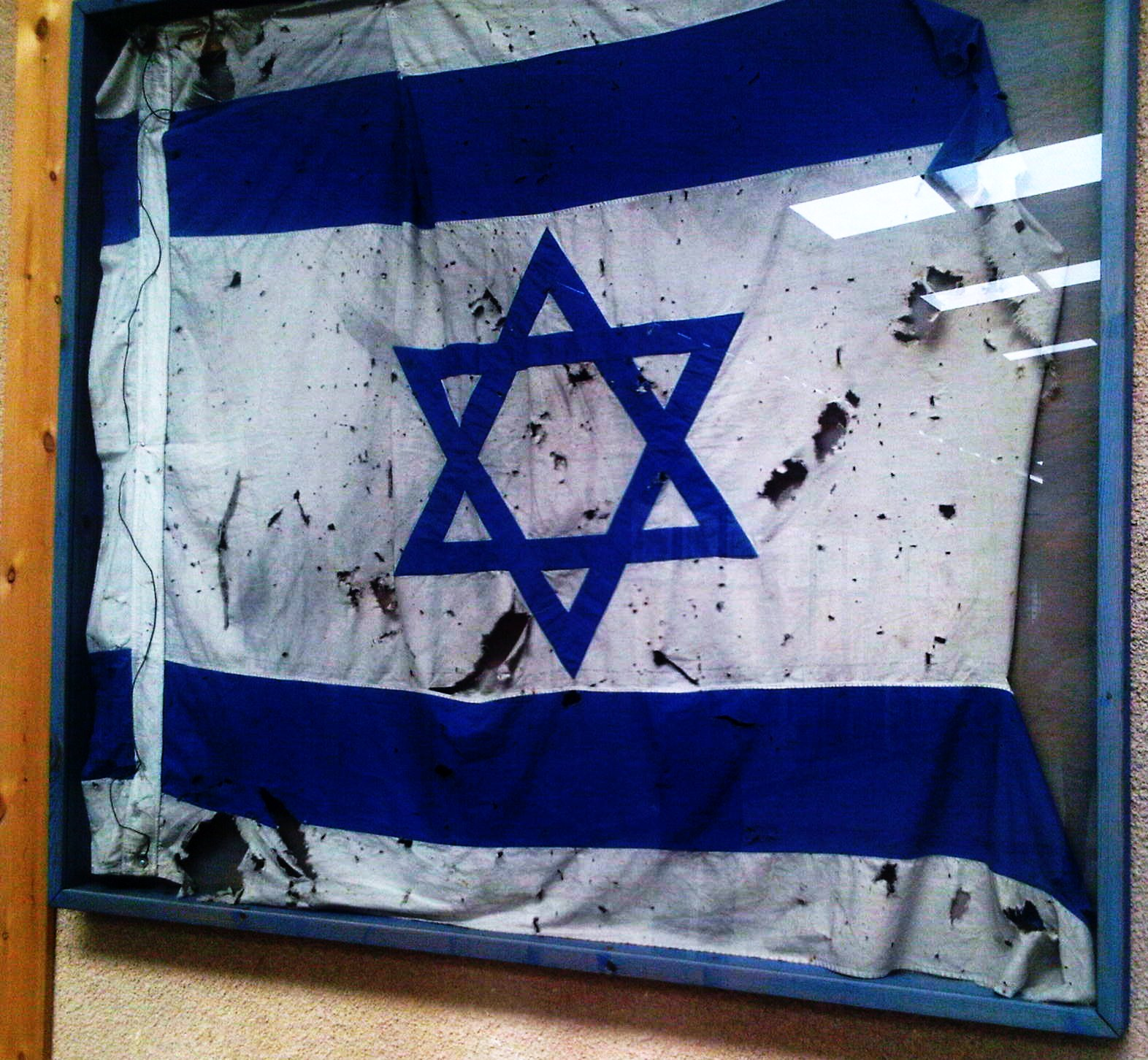
العلم الإسرائيلي الذي كان يخفق فوق حصن بودابست طوال الحرب، محفوظ حالياً في موقع ومتحف النصب التذكاري لفيلق المدرعات الإسرائيلي في اللطرون

في الساعة الثالثة والنصف صباح يوم 15 أكتوبر بدأ التمهيد النيراني للمدفعية لمدة نصف ساعة وقد اشتركت فيه مدفعية اللواء 135 مشاة وكتيبة مدفعية متوسطة. وفي الساعة الرابعة صباحاً بدأت عملية اقتحام الحصن الإسرائيلي (بودابست) وفقاً للخطة الموضوعة. فمن الغرب بدأت قوة الهجوم الثانوي في فتح نيرانها على الحصن لجذب انتباه حاميته وتحويل نيرانها إلى اتجاه الغرب. ومن الشرق بدأت قوة الهجوم الرئيسي في التقدم على الساحل تجاه الغرب وفي مقدمتها سرية الصاعقة. وبعد اقتراب مفاجئ من الحصن، تمكنت عناصر من سرية الصاعقة من الدخول إلى ساحته وعلى رأسها قائد السرية واشتبكت في الحال مع حاميته. ونظرا لنزول قوة الابرار البحري غرب الحصن بسبب سوء حالة البحر، فقد انضمت إلى قوة الهجوم الثانوي وبدأت القوة المشتركة تتقدم على الساحل للوصول إلى شمال النقطة من جهة البحر، لكنها لم تلبث أن تعرضت لنيران كثيفة من اتجاه الحصن مما ألحق بها خسائر كبيرة وسقط قائد الكتيبة المشاة المقدم أ. ح. علي المزاحي شهيداً بعد أن أبدى شجاعة عظيمة وبطولة نادرة.
وعلى الرغم من غزارة النيران المنهمرة من الحصن في جميع الاتجاهات، فقد نجحت عناصر من قوة الهجوم الرئيسي القادمة من الشرق في الولوج إلى الداخل في وجه سيل من نيران العدو فأصيب قائد سرية الصاعقة الذي كان أول من اقتحم الحصن بعدة طلقات، إلا أنه ظل مسيطرا على السرية أثناء اقتحامها. كما نجحت بعض النعاصر من قوة الهجوم الثانوي في الوصول إلى الساتر الترابي من ناحية الشمال. ودار تقال عنيف بين العناصر المتقدمة المصرية وحامية الحصن. وأبلغ قائد الحصن الإسرائيلي قائد القطاع الشمالي للعدو عن طريق إشارة لاسلكية التقطت بحرج موقفه نظراً لنجاح بعض عناصر الهجوم المصرية في اقتحام الحصن وطلب سرعة امداده بالنجدات خاصة السلاح الجوي. ورغم النجاح المبدئي الذي حققته بعض العناصر المصرية من قوات الهجوم الرئيسي والثانوي والذي كان من المفترض أن يتلوه تدفق باقي القوات خلفها إلى داخل الحصن، فإن الموقف لم يلبث أن تغير إلى النقيض بعد قليل. فقد بدأ ضوء الفجر في الظهور وبدأ تدفق طيران العدو لنجدة حامية الحصن وقامت طلعة مكونة من طائرتين من طراز فانتوم بالقاء قنابلها على قوات الهجوم الثانوي غرب الحصن، ثم لم تلبث أن انقضت عليها وهي تطلق سيلا من نيران رشاشاتها.
أما قوات الهجوم الرئيسي شرق الحصن، فقد تعرض لهجمات عنيفة من الجو استخدم فيها العدو عدداً من طائرات الهيليكوبتر مما أوقف تقدمها. واشتبكت القوة المكونة من سرية صاعقة مدعمة بفصيلة مقذوفات صاروخية (مالوتكا) من موقعها على بعد أربعة كيلو مترات شرق الحصن مع سريتين من الدبابات الإسرائيلية التي تقدمت من الشرق لنجدة الحصن اشتباكاً حامياً أدى إلى وقوع خسائر فادحة في الطرفين، فقد استشهد قائد سرية الصاعقة وقادة الفصائل، كما أصيب عدد كبير من الأفراد نتيجة لعدم وجود أي سواتر في هذه المنطقة، لكن سرية الصاعقة استطاعت تدمير حوالي 20 دبابة وعربة مدرعة نصف جنزير إسرائيلية، كما أصيب عدد كبير من أفراد العدو.
واستمرت المعركة محتدمة بين عناصر الهجوم المصرية التي كانت تحاول التقدم نحو الحصن من الشرق والشمال والغرب، التي كان بعضها قد نجح بالفعل في الوصول إلى ساحته الداخلية، لكن نتيجة إطلاق حامية الحصن سيلا من النيران المؤثرة على المصريين من داخل مرابضها ودشمها الحصينة، توقفت محاولات الهجوم على الحصن وبالتالي توقف تدفق عناصر المصرية إلى داخله.
ونتيجة لتركيز هجمات العدو الجوية ونيران دباباته، تمكنت قوة العدو المدرعة القادمة من الشرق من ازاحة قوة القطع (سرية الصاعقة) شرق الحصن من مواقعها والتقدم نحو الحصن ضاغطة في طريقها على قوة الهجوم الرئيسي أيضا، مما أجبر جميع القوات المصرية شرق الحصن على الارتداد جنوبا في اتجاه ملاحات بور فؤاد للوصول إلى مواقعنا الدفاعية شرق المدينة. ولعرقلة ارتداد قواتنا عبر الملاحات، قامت 4 طائرات إسرائيلية من طراز سكاي هوك بالقاء كبسولات ضباب في الملاحات مما أدى إلى عدم وضوح الرؤية واصابة عدد كبير من الأفراد نتيجة لتعثرهم في السير.

## المعركة الثانية
ونظراً لتدهور الموقف وفشل الهجوم، أجرت قيادة القطاع اتصالاً هاتفياً مع الفريق سعد الشاذلي بالمركز 10 بالقاهرة تم خلاله ايضاح الموقف له والتمسك بضرورة قيام المظلة الجوية المصدق عليها من قبل لحماية القوات المصرية، التي لم تصل إلى أرض المعركة في الموعد المحدد لها أثناء الهجوم، مما أدى إلى فشل العملية. وفي حوالي الساعة الثامنة صباحا يوم 15 أكتوبر، قامت طلعة جوية مصرية مكونة من طائرتين من طرازي سوخوي بالتوجه إلى ميدان القتال، وعندما وصلت فوق الحصن الإسرائيلية أسقط الدفاع الجوي للعدو إحداهما، وعادت الأخرى إلى قاعدتها دون أن يؤدي قدومهما إلى أي تغيير في الموقف. وعقب الفشل النهائي للهجوم تعرضت المواقع الدفاعية شرق بورفؤاد للقصف الجوي. وطلب قائد القطاع من قائد اللواء 135 مشاة التمسك بهذه المواقع حتى النهاية وتدمير أي قوات مدرعة للعدو تحاول الاقتراب منها. وطوال يوم 15 أكتوبر استمرت عودة الأفراد عن طريق الخوض في الملاحات في الجنوب للانضمام إلى المواقع الدفاعية شرق بورفؤاد حيث بدأت عملية إعادة التجميع وحصر الخسائر. وقد قامت مجموعة المدفعية خلال سير المعركة بتقديم المعاونة المستمرة للقوات المصرية ثم في ستر ارتدادها في اتجاه بورفؤاد، كما أحبطت أي محاولة لدبابات العدو للتقدم نحو المواقع الدفاعية شرق بورفؤاد.
هذا، ولم تحاول قيادة قطاع بورسعيد إعادة الكرة والهجوم مرة أخرى على حصن بوادبست بعد معركة 15 أكتوبر، لذا ظل هذا الحصن هو الحصن الوحيد من حصون خط بارليف الذي لم يسقط في أيدي القوات المصرية حتى نهاية الحرب.

## الهوامش
1. 1 2  Hammad (2002), p.645–646
2. ↑  Hammad (2002), p.666